# Corbeau (architecture)
Pour les articles homonymes, voir Corbeau (homonymie).

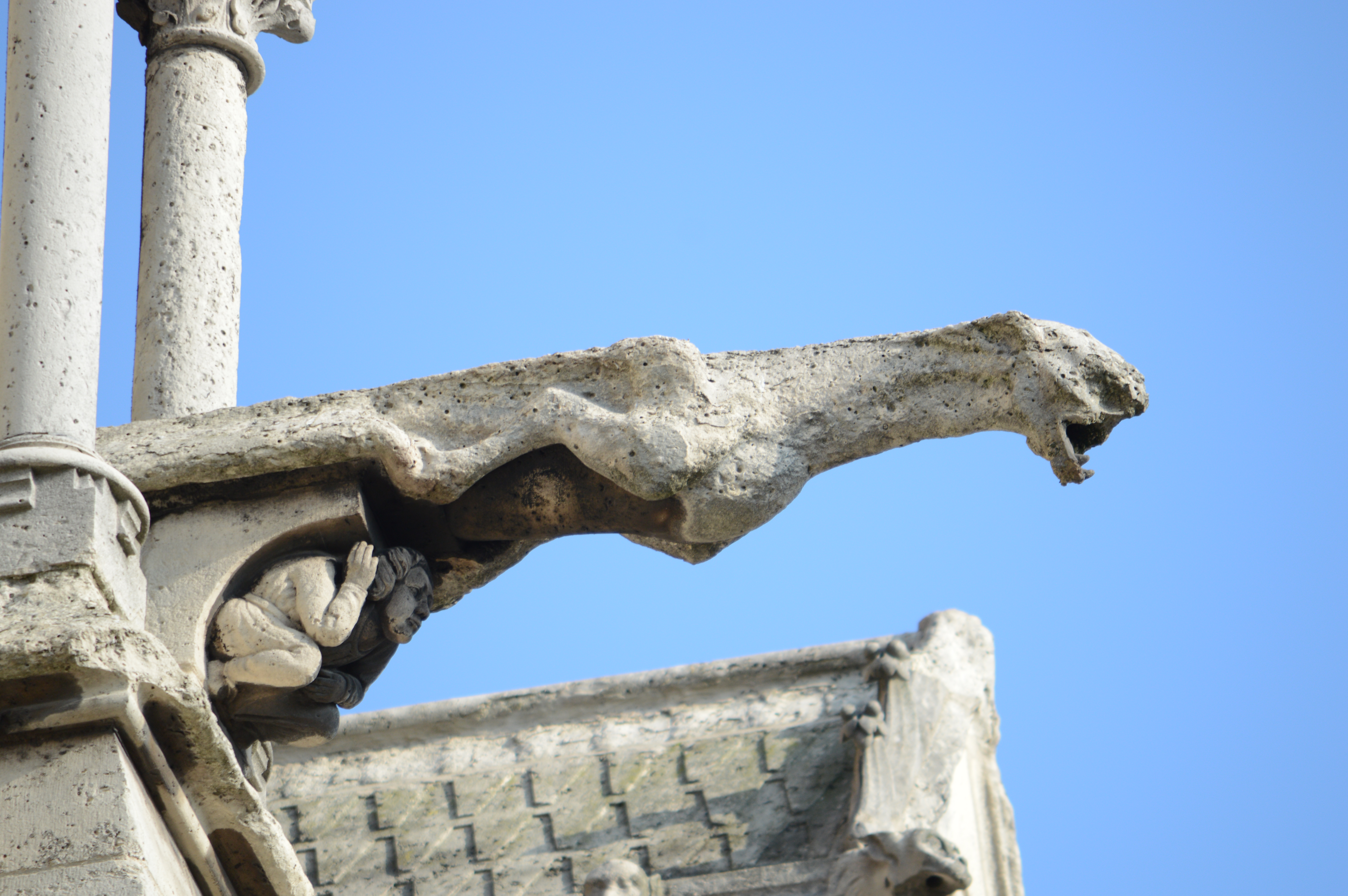
Gargouille d'un des arcs-boutants de la cathédrale Notre-Dame de Paris avec un corbeau sculpté sous sa base.

En architecture, un corbeau est un support de pierre ou de bois faisant saillie sur un mur, ayant sa face intérieure moulurée ou sculptée, et ses faces latérales droites ou évidées en quart de cercle. Une assise entière en saillie est appelée « assise de corbeau ». Ainsi, les modillons présents dans l'architecture antique constituent des corbeaux. En structure intérieure, il permet de soutenir une poutre, une voûte, un arc ou une statue.
En structure extérieure, il est utilisé à partir de l'époque romane pour supporter des mâchicoulis, des balcons, une corniche, ou tout élément en encorbellement (l'un et l'autre sont issus de l'ancien français corbel qui désigne le volatile, le corbeau qui se perche en haut de mur), ou autre avant-corps. Au XIIe siècle, des corbeaux sont souvent employés pour supporter les retombées des archivoltes et des arcs-doubleaux. Les corbeaux seront remplacés par des culs-de-lampe lorsque les voûtes ne porteront plus de fond. Les corbeaux tendent à disparaitre des corniches à partir du XIIIe siècle, mais des homologues richement sculptés décorent les linteaux des portes principales. À la Renaissance, des corbeaux seront placés juste au-dessous des consoles soutenant un balcon, une galerie ou une corniche.
Il est généralement intégré dans le mur pendant la construction (rarement rapporté par fixation) et consiste en une seule pierre. Un petit corbeau est un corbelet.
Lorsqu'il y a plusieurs pierres maçonnées sur plusieurs assises, lorsqu'il est inclus dans une structure en métal ou en béton, on désigne l'élément porteur par le terme « console ».
Au rôle de support du corbeau peut s'ajouter un rôle décoratif. Il est souvent sculpté (modillon) dans les bâtiments fastueux. Dans les monastères rigoureux et dans l'architecture militaire, on ne l’orne pas.

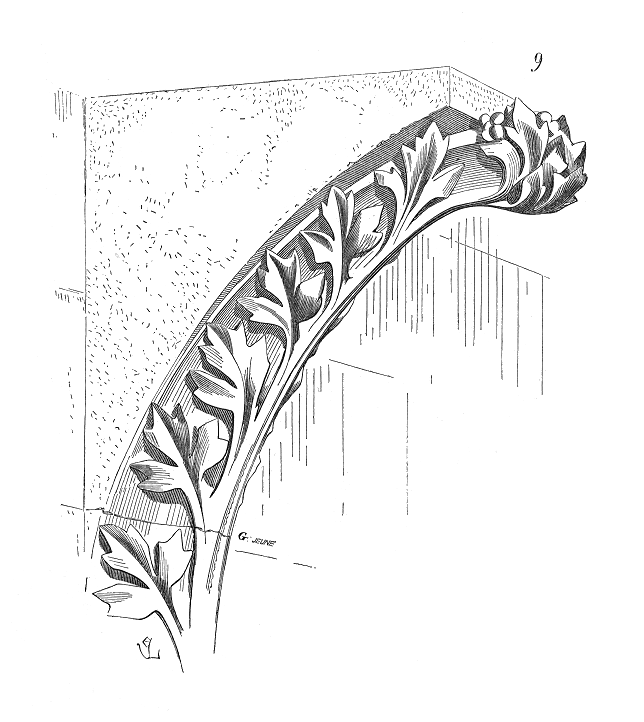
Corbeau, découvert près de la cathédrale Saint-Pierre-et-Saint-Paul de Troyes (gravure du Dictionnaire raisonné de l'architecture française du XIe au XVIe siècle, par Eugène Viollet-le-Duc, 1856).
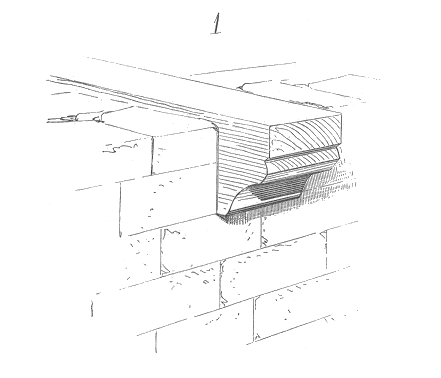
Corbeau en bois (gravure du Dictionnaire raisonné de l'architecture française du XIe au XVIe siècle, par Eugène Viollet-le-Duc, 1856).
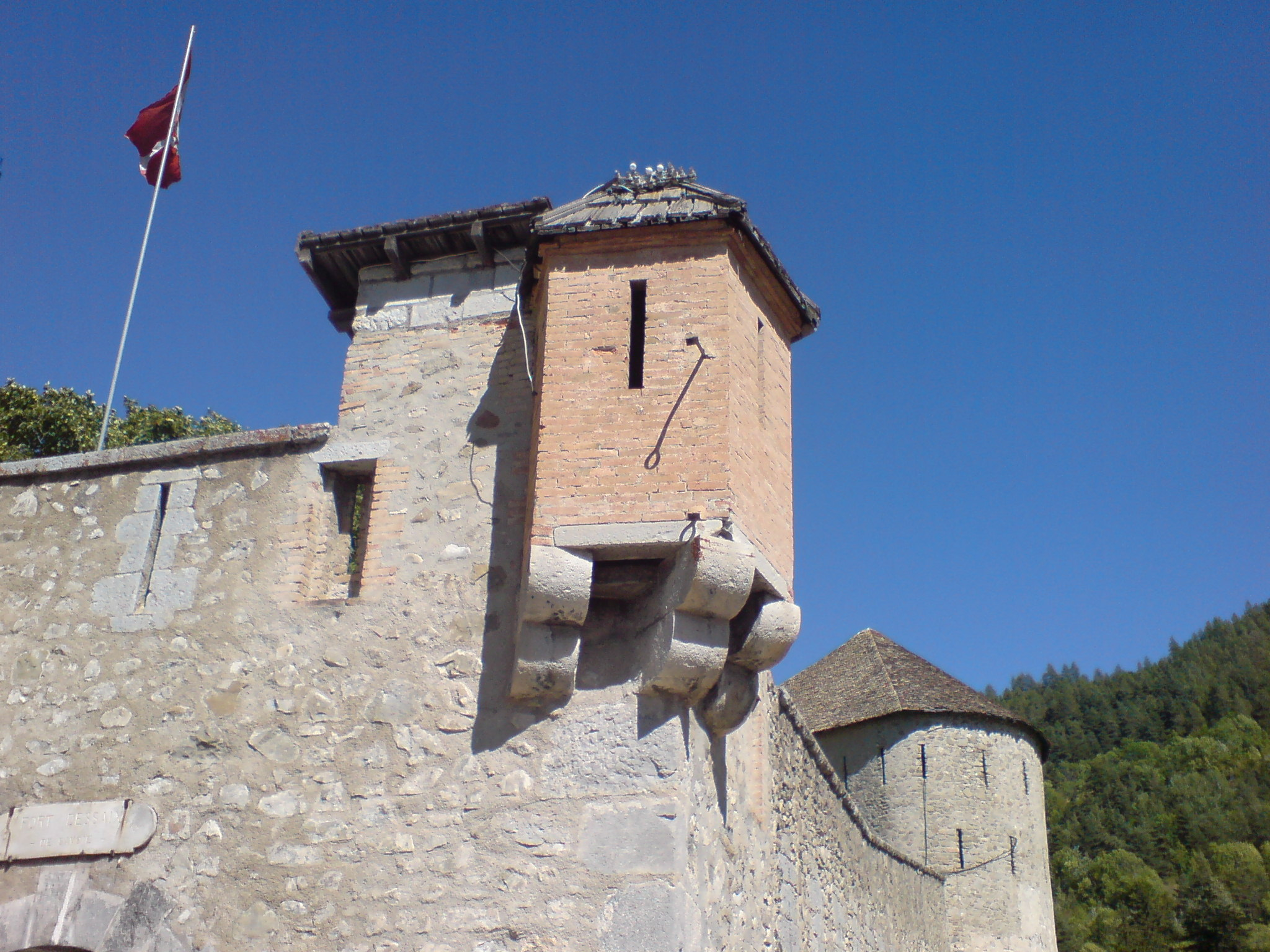
Guérite en briques sur corbeaux, à Colmars (fort des Alpes).